# Limba Yangkam

## Despre limbă
Limba yangkam este o limbă aflată în cel mai mare pericol de dispariție. Face parte din familia Niger-congoleză. În afară de acest fapt, nu se mai știe nimic despre această limbă. Este vorbită de grupul etnic bashwari.

### Despre populația vorbitoare de yangkam
Se crede că populația Yangkam a fost prima care a locuit în regiunea Wase din Nigeria. 